# よ・み・き・か・せ
『よ・み・き・か・せ』は、TOKYO FMで月曜日から木曜日に放送されているラジオ番組。現在は『山崎怜奈の誰かに話したかったこと。』内の1コーナーとして14:30頃（JST）に放送されている。

## 概要
河合薬業の一社提供。番組名の通り、毎回一人のナレーターがリスナーに向けて絵本の読み聞かせを行うミニ番組。紹介される絵本のジャンルは、国内外を問わず昔話から民話、現代絵本まで様々である。基本的に一冊の絵本を1日で紹介するが、物語の長さによっては2日以上に分けて紹介する場合もある。
絵本のタイトル・作者・翻訳者・出版社・ナレーターの紹介は内包番組のパーソナリティが開始前と終了後に行う。

## ナレーター

### レギュラー出演
- かかずゆみ
- 神農直隆
- 鈴木達央
- 武藤真子
- 古賀涼子（絵本専門士。元TOKYO FMアナウンサー）
- 村田睦（TOKYO FMアナウンサー）
- 木村昴（2013年6月 - ）
- 豊永利行（2014年10月 - ）
- 麻生かほ里（2015年11月 - ）
- 真琴つばさ（2016年2月 - ）

### 過去のナレーター
- 梅田直樹
- 落合美穂
- 中村こずえ（元TOKYO FMアナウンサー）
- クリステル・チアリ
- 毬谷友子
- 渡辺徹

## ネット局
| 放送対象地域 | 放送局       | 放送曜日    | 放送時間                                                      | 備考       |
| ------------ | ------------ | ----------- | ------------------------------------------------------------- | ---------- |
| 東京都       | TOKYO FM     | 月曜 - 木曜 | 14:30頃 - 14:40頃（山崎怜奈の誰かに話したかったこと。に内包） | 番組制作局 |
| 岩手県       | エフエム岩手 | 毎週土曜    | 6:21 - 6:36（サタ☆スポに内包）                                |            |
| 福島県       | ふくしまFM   | 月曜 - 木曜 | 16:45 - 16:55（RADIO GROOVEに内包）                           |            |